# Elvis Cole
Elvis Cole è un personaggio di fantasia creato da Robert Crais. Protagonista di una serie di romanzi, Cole ama definirsi scherzosamente "Il Più Grande Detective Del Mondo" e rappresenta il classico investigatore privato: onesto, deciso e con il cuore tenero. Crais si è ispirato al padre, ex-agente del LAPD, per creare il suo investigatore e finora ha sempre rifiutato di vendere i diritti sul personaggio per farne serie audiovisive.

## Biografia
Cole ha partecipato alla Guerra del Vietnam come ranger, guadagnandosi persino delle decorazioni. Successivamente ha lavorato come vigilante. È un esperto di arti marziali, specie nel Wing Chun, nel Tae Kwon Do e nel Tai Chi; ha anche una certa familiarità con lo Hatha Yoga. Pratica queste discipline sulla terrazza sul retro di casa sua (talvolta nudo, per il divertimento dei suoi vicini). Cole guida una Chevrolet Corvette Stingray "Jamaica Yellow" del 1966, decappottabile; l'automobile è quasi un personaggio del libro, almeno nei primi romanzi, così come le camicie hawaiane che Cole indossa. Porta con sé un revolver Dan Wesson.38.
Cole vive a Los Angeles, California. La sua abitazione è una casa con il tetto spiovente, che offre vista sul canyon, in Woodrow Wilson Drive. Cole vive insieme ad un gatto nero che non ama gli estranei, rivelandosi affettuoso solo con Cole ed il suo socio ed amico Joe Pike. L'ufficio di Cole è in Santa Monica Boulevard: oltre al consueto arredamento da ufficio (scrivania e schedari), Cole ha una collezione di oggetti che rappresentano personaggi dei cartoni Disney. Questo è collegato al fatto che Cole ha espresso il desiderio di restare un bambino per sempre per evitare i problemi dell'età adulta.
Anche se vive a Los Angeles, le indagini di Cole si sono talvolta svolte in altre città degli Stati Uniti.
Il suo fidato socio ed amico è Joe Pike, un taciturno veterano dei marines che ha combattuto in Vietnam ed ex-agente del LAPD. Dopo il suo abbandono del LAPD Pike è diventato gestore di un'armeria. Il personaggio di Pike rimane misterioso fino al racconto del suo passato in dei flashback nel romanzo L.A. Killer.
Il contatto di Cole nel LAPD è il sergente (più tardi tenente) Lou Potrais, un detective della Omicidi della Divisione North Hollywood.

## Opere in cui appare Elvis Cole
Il personaggio di Elvis Cole appare nei seguenti romanzi:
- 1987 -  Corrida a Los Angeles (The Monkey's Raincoat), Giallo Mondadori n. 2120
- 1989 -  A caccia di un angelo (Stalking the Angel), Giallo Mondadori n. 2200
- 1992 -  La città dorme (Lullaby Town), Piemme (ISBN 88-384-8576-3)
L'angelo di New York, nell'edizione Giallo Mondadori n. 2302
- 1993 -  La squadra (Free Fall), Piemme (ISBN 88-384-8240-3)
Trappola per un angelo, nell'edizione Giallo Mondadori n. 2384
- 1995 -  Il mercante di corpi (Voodoo River), Piemme (ISBN 88-384-8762-6)
- 1996 -  La prova (Sunset Express), Piemme (ISBN 88-384-7616-0)
L'utima giustizia, nell'edizione Giallo Mondadori n. 2564
- 1997 -  Senza protezione (Indigo Slam), Giallo Mondadori n. 2606
- 1999 -  L.A. Killer o Los Angeles requiem (L.A. Requiem), Piemme (ISBN 88-384-8253-5)
- 2003 -  L'ultimo detective (The Last Detective), Mondadori (ISBN 88-04-53329-3)
- 2005 -  L.A. Tattoo (The Forgotten Man), Mondadori (ISBN 88-04-55092-9)
- 2007 -  L'angelo custode (The Watchman: A Joe Pike Novel), Mondadori (ISBN 88-04-57510-7)
- 2008 -  Attraverso il fuoco (Chasing Darkness), Mondadori (ISBN 88-04-58537-4)